# Новоблаговещенка (станция)
Новоблагове́щенка — железнодорожная станция на Алтайском отделении Западно-Сибирской железной дороги. Расположена на 275-м километре от станции Барнаул (станция), практически на окраине посёлка городского типа Благовещенка. Неподалёку находятся Кучукское и Кулундинское озёра.

## Вокзал
Здание вокзала небольшое, фасад выдержан в стиле архитектуры XVIII века. Работа кассы на станции ограничена несколькими часами. Она работает с 9 утра и несколько часов ночью, такой график работы связан с расписанием отправления поездов.

## Соседние станции
- Кучук (Код 845329)
- Плотава (Код 845418)

## История
В период послевоенного восстановления производства и сельского хозяйства появились новые участки на железных дорогах России. В 1947 году началось сооружение линии Барнаул-Кулунда. В 1948 году работы временно прекратились и возобновились лишь в 1951 году – уже от Кулунды. Годом позже строительство железной дороги возобновилось со стороны Барнаула, и в мае 1953 года на станции Корчино произошла стыковка (Южно-Сибирская магистраль Артышта – Барнаул – Кулунда была сдана в эксплуатацию в 1954 году). На карте железных дорог появилась железнодорожная станция Новоблаговещенка. Поскольку она находилась практически на окраине поселка городского типа Благовещенка, Благовещенского района Алтайского края, новый пункт на железной дороге получил название Ново-Благовещенка.
На станции находится один из линейных пунктов охраны правопорядка на железнодорожных путях Управления на транспорте Министерства внутренних дел РФ по Сибирскому федеральному округу, который ведет свою историю со дня образования Транспортной милиции Алтайского края.
На сегодняшний день на станции основной вид работ — погрузочные и разгрузочные работы, приём, хранение и выдача грузов вагонами и небольшими партиями. Пассажирские перевозки занимают небольшую часть железнодорожных услуг.

## Дальнее следование со станции
| № поезда | Маршрут движения | № поезда | Маршрут движения    |
| -------- | ---------------- | -------- | ------------------- |
| 095Н     | Барнаул — Москва | 602      | Бийск — Новосибирск |

## Вагоны беспересадочного сообщения
| № поезда | Маршрут движения                            | № поезда | Маршрут движения                            |
| -------- | ------------------------------------------- | -------- | ------------------------------------------- |
| 658Н     | Москва — Барнаул (станция)                  | 096Н     | Барнаул (станция) — Москва                  |
| 363Н     | Томск — Караганда                           | 363Т     | Караганда — Томск                           |
| 604И     | Кулунда (станция) — Новосибирск             |          |                                             |
| 603Н     | Новосибирск — Славгород (станция)           | 604Н     | Славгород (станция)— Новосибирск            |
| 679Н     | Новокузнецк (станция) — Славгород (станция) | 680Н     | Славгород (станция) — Новокузнецк (станция) |

## Пригородное сообщение по станции
| № поезда  | Маршрут движения  | № поезда  | Маршрут движения  |
| --------- | ----------------- | --------- | ----------------- |
| 613Н      | Барнаул — Карасук | 614Н      | Карасук — Барнаул |
| 7012/7011 | Барнаул — Бийск   | 7012/7011 | Бийск — Барнаул   |

## Деятельность
Станция открыта для грузовой работы.
- Прием и выдача грузов повагонными и мелкими отправками, загружаемых целыми вагонами, только на подъездных путях и местах необщего пользования.
- Прием и выдача повагонных отправок грузов, требующих хранения в крытых складах станций.

Коммерческие операции, выполняемые на станции
- Продажа пассажирских билетов. Прием, выдача багажа[1];
- Приём и выдача повагонных отправок грузов (открытые площадки)[1];
- Приём и выдача повагонных и мелких отправок (подъездные пути)[1];
- Приём и выдача повагонных отправок грузов (крытые склады)[1];
- Приём и выдача грузов в универсальных контейнерах(3 и 5т)[1].